# Litet älggräs
Litet älggräs (Filipendula multijuga) är art i i släktet älggrässläktet, och familjen rosväxter från Japan (Honshu, Shikoku och Kyushu). 
Filipendula multijuga är en flerårig art som växer till 1,2 m och är i blomning från juli till augusti. Arten är hermafrodit (har både manliga och kvinnliga könsorgan). Den är självbefruktande och pollineras av bin, flugor, skalbaggar.

## Synonymer
- Spiraea palmata Thunberg, 1784 nom. illeg.

## Bildgalleri

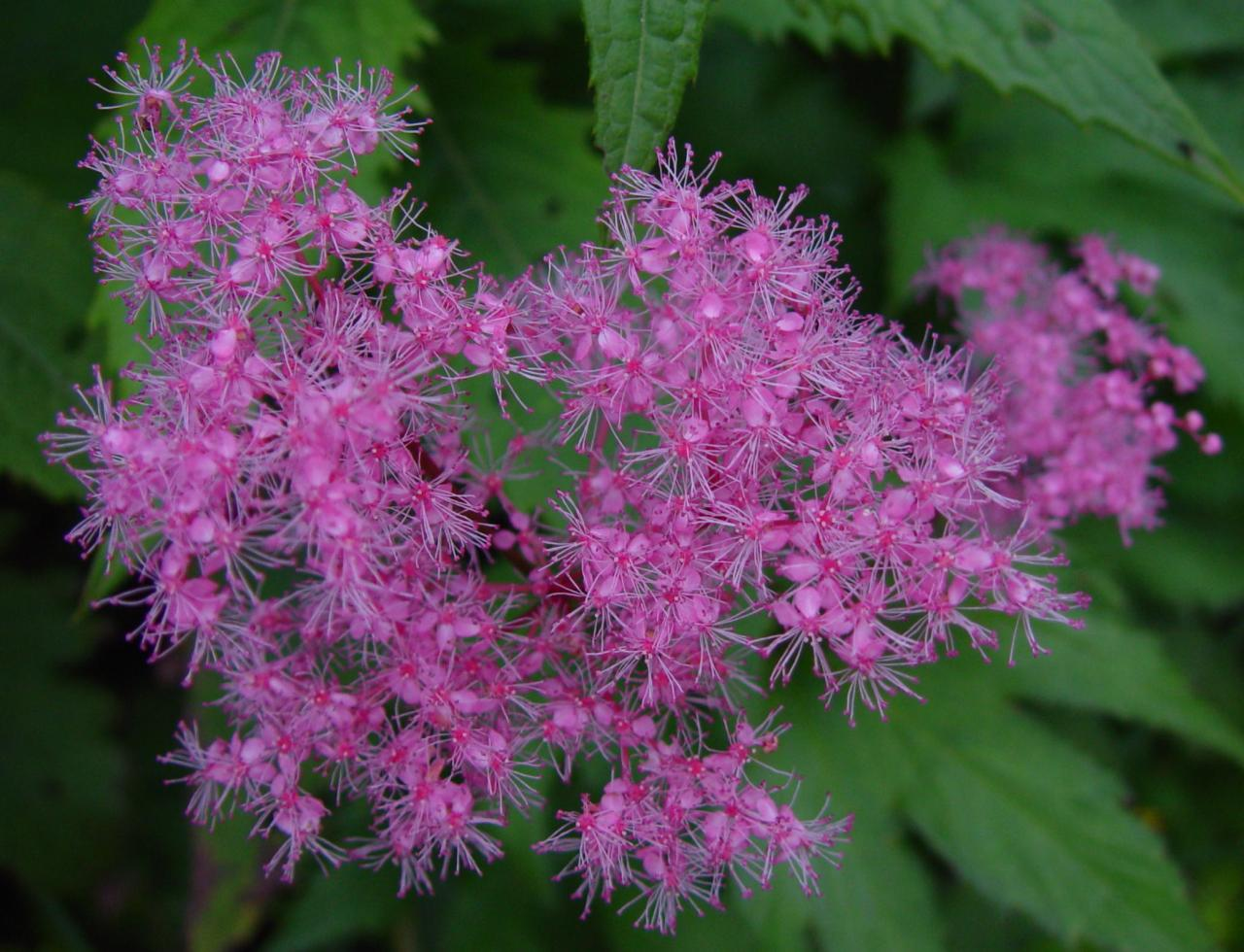
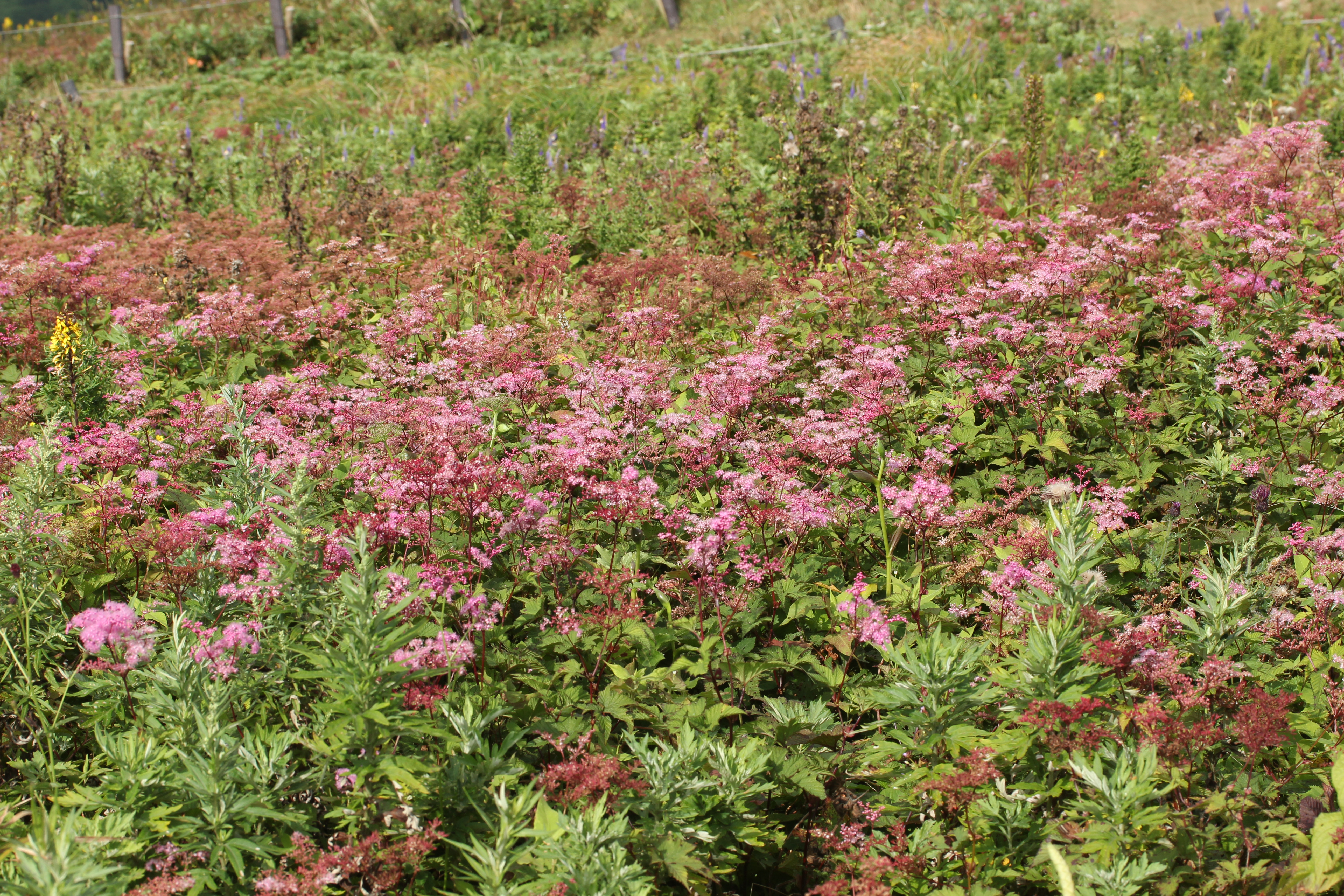
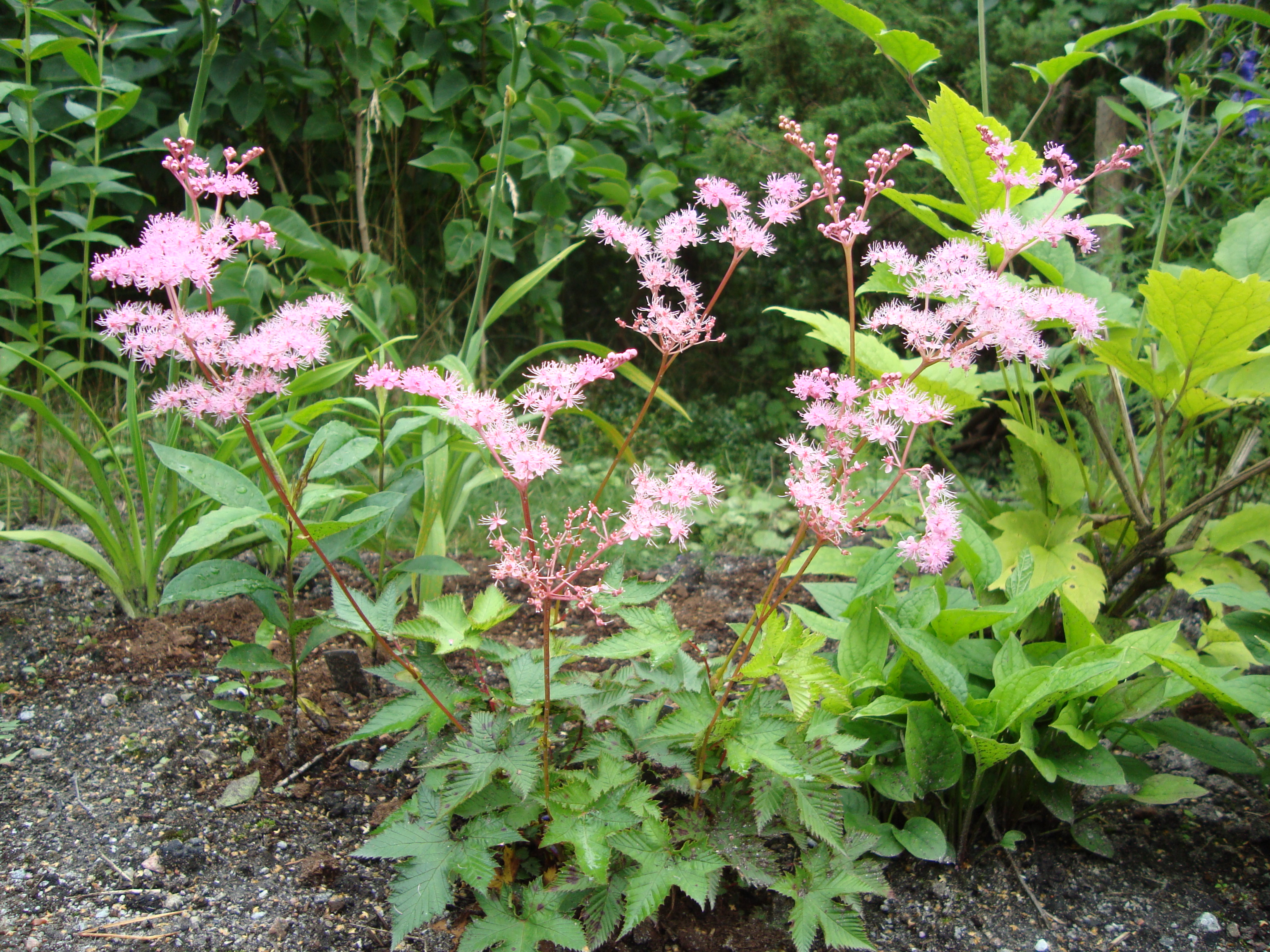
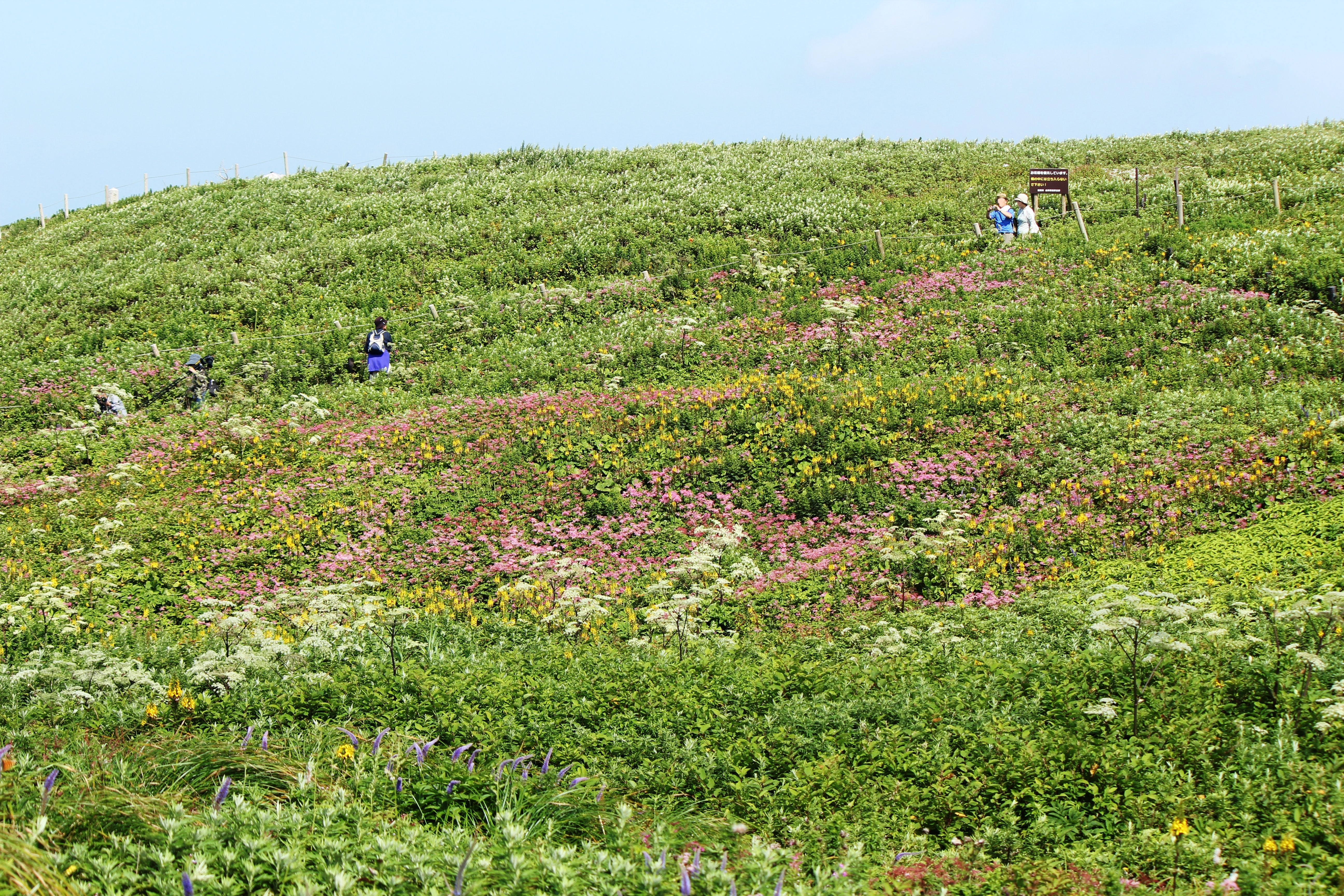
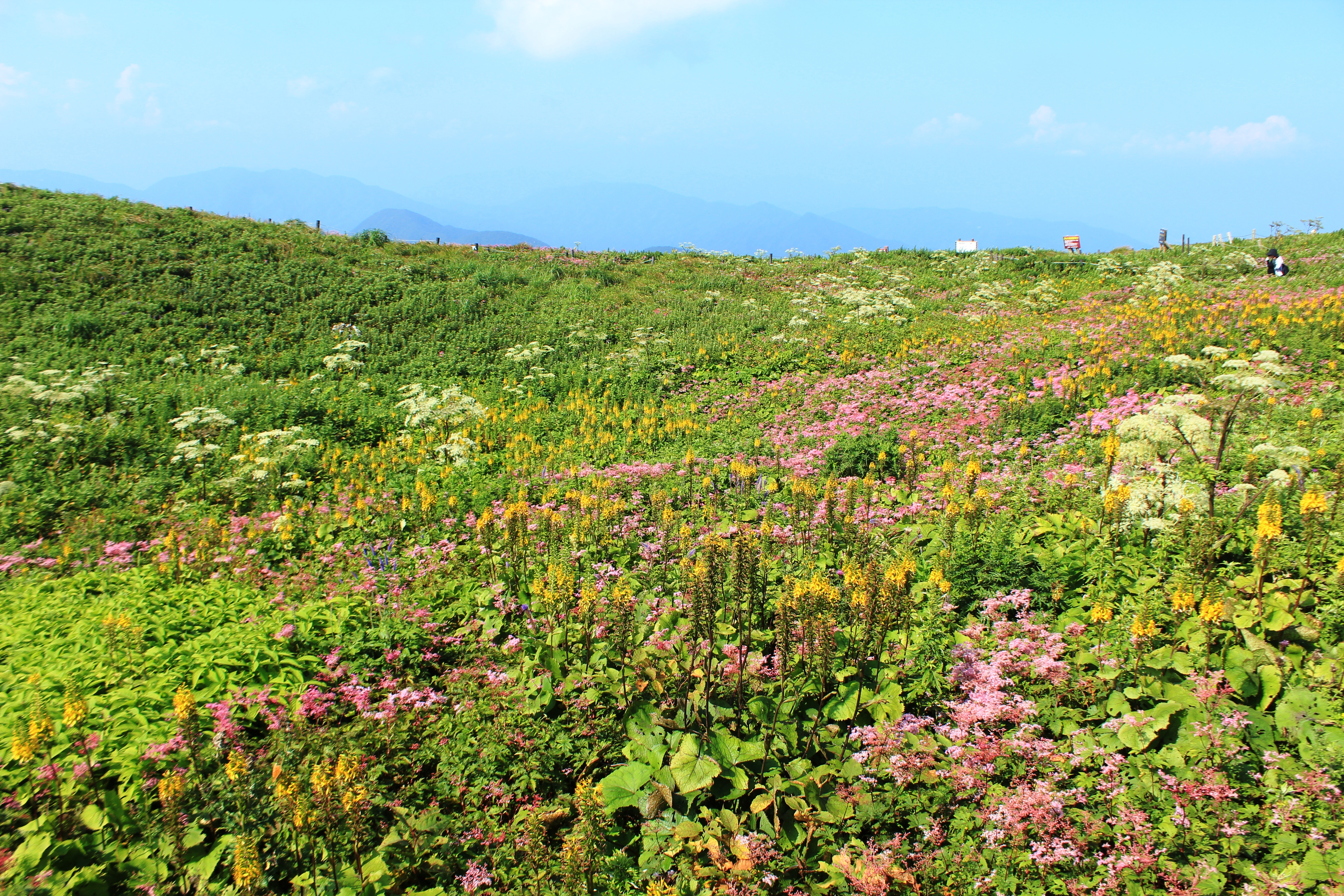